# Успенская церковь (Волосковцы)
Успенская церковь — православный храм и памятник архитектуры национального значения в Волосковцах.

## История
Постановлением Совета Министров УССР от 06.09.1979 № 442 «Про дополнение списка памятников градостроения и архитектуры Украинской ССР, которые находятся под охраной государства» («Про доповнення списку пам’яток містобудування і архітектури Української РСР, що перебувають під охороною держави») присвоен статус памятник архитектуры республиканского значения с охранным № 1780.
Установлена информационная доска.

## Описание
Успенская церковь типична для народной деревянной монументальной архитектуры Левобережья периода 17—18 веков в формах барокко и представляет объёмно-пространственное решение 5-камерного сооружения.
Сооружена в 1765 году рядом с древним городищем. В середине 19 века к общему объёму была пристроена колокольня с переходом, тамбуры с крыльцом под двухскатной крышей, которая поддерживается двумя колонами. В интерьере храма появились некоторые конструктивные изменения.
Деревянная (сосна), шалёвана, одноглавая, пятидольная (пятисрубная — 5 объёмов), крестообразная в плане церковь, с тамбурами с северной и южной сторон. С запада к общему объёму через крытый переход примыкает трёхъярусная колокольня — четверик, несущий восьмерик на четверике, завершается куполом. Вход с крыльцом, двухскатная крыша которого поддерживается двумя парами колон. Ветви прямоугольные, кроме восточной — пятигранной, где обустроены хоры. Венчает храм однозаломный (1 уступ) купол в формах барокко с глухим фонарём и главкой на восьмигранном барабане. Перекрытия ветвей плоские деревянные под трехскатной металлической кровлей. Также вследствие перестройки, в интерьере два кирпичных столба подпирают места сопряжения венцов западного сруба с северным и южным. Вырез между бабинцом и центральным участком в два яруса. Дверные проемы с трапециевидным завершением, карнизы фасадов украшены резьбой с использованием традиционных народных мотивов.
Церковь была передана религиозной общине.